# هرفتة (مقاطعة دورة)
هرفتة (بالفارسية: هرفته) هي قرية تقع في قسم دورة الريفي (مقاطعة دورة) في إيران. يقدر عدد سكانها بـ 224 نسمة .